# Línea L27 (Montevideo)
La línea L27 fue una línea de transporte local de la Terminal Paso de la Arena uniendo dicha terminal con el barrio San Fernando en Delta del Tigre.

## Características
Fue creada en el año 2008 a modo de prueba y como una extensión de la línea 127 , dejando de funcionar unos meses después, debido a su baja rentabilidad.

## Recorridos
Su recorrido iniciaba en  la Terminal Paso de la Arena hacia el barrio de San Fernando en Delta del Tigre, precisamente en el kilómetro 26 de la Ruta 1.
| Ida - Terminal de Paso de la Arena - Avenida Luis Batlle Berres - Límite departamental - Ruta 1 Vieja | Vuelta - Ruta 1 Vieja - AvenidaLuis Batlle Berres - Terminal de Paso de la Arena |

## Barrios
La línea L27 unía por los barrios: Paso de la Arena, Santiago Vázquez, San Fernando Chico, Villa Reves, San Fernando.